# インテリアデザイン
インテリアデザイン（英：interior design）は、インテリアのデザイン、またはインテリアをデザインすること。
乗り物や建物内部、室内、家具、内装等のデザインを指す。乗り物では航空機や自動車、鉄道、船など、建物では商業ビル、店舗売店、ホテル、住居等のさまざまな空間が対象となる。職域には内装材、壁紙、床材、カーテン、家具、照明等もデザインがなされるため、そうしたデザインとの相互の調整が含まれる。
インテリアの項目にあるとおり、室内は建物や乗り物に生じる空間で、それらがインテリアデザイナーという職能に特に建物では居住空間としてインテリアやリフォームなどの内装を重視するケースについてデザインされ、今日ではライフスタイルをも提案提唱する方向へといざなう。
おもな賞として、日本インテリア協会インテリアデザイン賞などがある。財団法人大川総合インテリア産業振興センターが主催する「全国高等学校インテリアデザイン展」などの催しがある。日本の空間デザイン展は、ATCデザイン振興プラザで空間系5団体が共催している。
3DCGソフトウェア では、shadeStrata3DShowなどの他、建築用cadソフトウェアも多用されている。インテリアデザインを学ぶために、インテリアデザイン学科、国立職業リハビリテーションセンターなどにもあるインテリアデザインコース・インテリアデザイン科、インテリア科といったCategory:専門教育を主とする学科の学校や室内建築のようなコースや専攻、建築学科や美術工芸学校などや、大阪ガスインテリアデザインスクールといった教育訓練施設、大川家具産業のためのインテリアデザイン塾、などのものがある。ネバダ大学リノ校のようにインテリアデザイン学部などや、神奈川大学短期大学部のように商学科と法学科のほか「インテリアデザイン」といった専門科目外の科目も設置されて学習できる場合などもある。文化学園大学　旧文化女子大学　では日本で初めてのインテリアについて学ぶためのコースが創設されている。

## 関連団体
- JID 社団法人日本インテリアデザイナー協会 - 日本デザイン団体協議会会員。IFI（国際インテリアデザイナー団体連合）およびAPSDA（アジア・パシフィック・スペースデザイナー団体連合）の日本支部。JID賞などを主催
- 社団法人日本ディスプレイデザイン協会（DDA）
- 社団法人インテリア産業協会
- 日本フリーランスインテリアコーディネーター協会
- FIDER（Foundation for Interior Design Education Research；インテリアデザイン教育研究財団）
- 世界インテリアデザイン会議
- 社団法人日本商環境設計家協会
- 一般社団法人日本インテリアプランナー協会(関西インテリアプランナー協会　東京インテリアプランナー協会, 中部インテリアプランナー協会など)
- 社団法人日本家具産業振興会(IDAFIJ)
- 一般社団法人日本インテリアファブリックス協会(NIF)
- 社団法人商業施設技術者・団体連合会

その他、大阪府インテリア設計士協会など各都道府県インテリアデザイン協会や、国際デザインセンターなどの各デザイン協会にも、インテリアデザイン部会などがある

## インテリアデザインの例
- カーテンレール#インテリア
- サンタレンマルビーラ教会 - 16世紀に建設されるが内部の壁を飾るタイルは17世紀のもので、ポルトガル式タイルベースのインテリアデザインでは最も有名
- THE TOKYO TOWERS - インテリアデザイン監修は、日建スペースデザインによる
- プレミアホテル門司港 - インテリアデザインは内田繁が担当
- シドニー・オペラハウス - インテリアデザインはヨーン・ウツソンによる合板製の廊下のデザインなどが
- ヤジロベエ#シンボル
- デザイナーズホテル - 洗練されたインテリアデザインを有するホテル
- TOKYO!#インテリア・デザイン（映画）
- コロニアル#インテリア - インテリアの分野では、アメリカ合衆国がイギリスなどの植民地であった時代の建築や家具の形式を
- 商業デザイン -  商業店舗の内装デザイン。店舗設計も含む
- ちゃんと。 - 商業店舗の内装デザインでは、インテリアデザインは関西を拠点に活躍するインテリアデザイナー森田恭通などが担当
- アクアワールド (インテリア) - 熱帯魚やアクアリウムをモチーフとした製品の名称
- ザSHIFT ワード - インテリアデザインをシフトする、など
- フィリピン航空 - 旧インテリア 150 (12/138), 2008-2012にかけて納入予定

## 乗り物のインテリアデザイン例
- グレートウォール・クーリー - インテリアデザインや寸法に至るまでノアに類似
- ダイハツ・クー#インテリア・エクステリア
- アウディ・TT - 細かな内装の作り込みが特徴でそのインテリアデザインは、Carsten Monnerjan、Uli Beierlenが担当
- インフィニティ・M - インテリアデザインは、インフィニティ・Q45#3代目 F50型 （2001年-2008年）を踏襲
- オールズモビル・ブラバダ - インテリアデザインは突起や角の少なさをアピール
- ガルフストリーム G550/G500 - 後にインテリアデザインの変更などの改良が為されている
- キャデラック・カテラ - ノーズ・テール・ホイールのデザイン一新とともにインテリアデザインも変更を受ける
- クラウス・ルーテ - 3ドア・ハッチバックのデザインと同様にインテリアデザインも完成させる
- ジープ・グランドチェロキー - インテリアデザインは後にリアドアが大型化される
- ジオット・キャスピタ - 伊藤クニヒサがインテリアデザインを担当
- ジャガー・X351#インテリア
- 新幹線E5系電車#インテリア
- 新幹線E6系電車#車内設備
- 大阪市交通局70系電車#車内
- 南海1201形電車 - 髙島屋のデザイン部門協力でインテリアデザインが一新、照明としてシャンデリアが吊される
- 南海20000系電車 - こちらもインテリアデザインは髙島屋が担当し、
- 南海2300系電車#車内

## インテリアデザイン関連の主な企業
- 川島織物セルコン - 本社は京都市左京区。主に呉服商から室内装飾、さらにインテリア商品や内装材などを製造する繊維会社に
- カリモク - 家具の製造と卸も手がけるインテリア企業
- イルムス - 北欧のインテリア雑貨と用品販売のほかコーディネートとインテリアデザインの企画・設計など幅広く行なう
- イケア -
- 迫田 (家具店) - インテリア家具専門店を展開
- コスガ - かつてあった日本の家具業界を代表するインテリア企業
- エス・ピー・ディー明治 - インテリアデザイン・装飾業で内装工事まで
- クラレインテリア - 北区 (大阪市)
- 湯川家具 -
- ウシオ (家具・インテリア) - 小売